# 天文定数
天文定数（てんもんていすう、Astronomical constant）は、天文学で使用されるいくつかの物理定数のいずれかです。 定数の正式なセットと推奨値は、国際天文学連合 (IAU) によって 1964年 [1] と 1976年 [2] (1994年 [3] に更新) に何度か定義されています。 2009年に、IAU は新しい現行セットを採用し、新しい観察と技術がこれらの定数のより良い値を継続的に提供していることを認識し、これらの値を固定せず、数値規格に関する作業部会に現行セットを継続的に維持させることを決定しました[4]。 最良の推定値。[5] この定数のセットは、米国海軍天文台の天文年鑑や英国海軍海事年鑑などの出版物で広く再現されています。
IAU の単位と定数のリストに加えて、国際地球回転基準系サービスも、地球の向きと回転に関連する定数をテクニカル ノートで定義しています [1]。
IAU 定数系は、長さ、質量、時間の天文単位系 (実際には、そのような系がいくつかあります) を定義しており、また、天文単位と SI 単位間の変換を可能にする光速や重力定数などの定数も含まれています。 。 使用される基準フレームに応じて、定数のわずかに異なる値が取得されます。 重心力学時間 (TDB) またはジェット推進研究所暦の Teph などの同等の時間スケールで引用された値は、観測者が地球の表面 (厳密にはジオイドの表面) で測定した平均値を表します。 長い期間。 IAU はまた、太陽系の重心で観測者によって (適切な長さと適切な時間で) 測定される値である SI 単位での値を推奨しています。これらは次の変換によって取得されます: [1]
{\displaystyle \tau _{A}({\rm {SI}})=(1+L_{\rm {B}})^{\frac {1}{3}}\tau _{A}({\rm {TDB}})\,}
{\displaystyle GE({\rm {SI}})=(1+L_{\rm {B}})GE({\rm {TDB}})\,}
{\displaystyle GS({\rm {SI}})=(1+L_{\rm {B}})GS({\rm {TDB}})\,}

## Astronomical system of units
天文学的な時間単位は、1日 (D) の時間間隔である 86400 秒です。 質量の天文学単位は太陽の質量 (S) です。 長さの天文学単位は、測定単位が長さ、質量、時間の天文単位である場合、ガウス重力定数 (k) が値 0.017 202 098 95 となる長さ (A) です。[1]
Notes
* 歳差運動と章動運動の理論は 1976 年以降進歩しており、これらは黄道の定義にも影響を与えています。ここでの値は古い理論に適していますが、現在のモデルには追加の定数が必要です。

† これらの派生定数の定義は引用された参考文献から取得されていますが、値は表に引用されている主な定数のより正確な値を考慮して再計算されています。

## External links
- Tables of constants — from Nick Strobel's Astronomy Notes
- Astronomical constants index — James Q. Jacobs